# Đội tuyển bóng đá quốc gia Ecuador
Đội tuyển bóng đá quốc gia Ecuador (tiếng Tây Ban Nha: Selección de fútbol de Ecuador) là đội tuyển bóng đá nam đại diện cho Ecuador tại các giải đấu quốc tế. Đội được Liên đoàn bóng đá Ecuador quản lý.
Trận thi đấu quốc tế đầu tiên của đội tuyển Ecuador là trận gặp đội tuyển Bolivia vào năm 1938. Thành tích tốt nhất của đội cho đến nay là lọt vào vòng 16 đội tại World Cup 2006 cùng với 2 lần giành vị trí thứ tư Cúp bóng đá Nam Mỹ vào các năm 1959 và 1993.

## Thành tích quốc tế

### Giải bóng đá vô địch thế giới
| Năm           | Thành tích               | Thứ hạng1                | Số trận                  | Thắng                    | Hòa                      | Thua                     | Bàn thắng                | Bàn thua                 |
| ------------- | ------------------------ | ------------------------ | ------------------------ | ------------------------ | ------------------------ | ------------------------ | ------------------------ | ------------------------ |
| 1930 đến 1938 | Không tham dự            | Không tham dự            | Không tham dự            | Không tham dự            | Không tham dự            | Không tham dự            | Không tham dự            | Không tham dự            |
| 1950          | Rút lui                  | Rút lui                  | Rút lui                  | Rút lui                  | Rút lui                  | Rút lui                  | Rút lui                  | Rút lui                  |
| 1954 đến 1958 | Không tham dự            | Không tham dự            | Không tham dự            | Không tham dự            | Không tham dự            | Không tham dự            | Không tham dự            | Không tham dự            |
| 1962 đến 1998 | Không vượt qua vòng loại | Không vượt qua vòng loại | Không vượt qua vòng loại | Không vượt qua vòng loại | Không vượt qua vòng loại | Không vượt qua vòng loại | Không vượt qua vòng loại | Không vượt qua vòng loại |
| 2002          | Vòng bảng                | 24                       | 3                        | 1                        | 0                        | 2                        | 2                        | 4                        |
| 2006          | Vòng 16 đội              | 10                       | 4                        | 2                        | 0                        | 2                        | 5                        | 4                        |
| 2010          | Không vượt qua vòng loại | Không vượt qua vòng loại | Không vượt qua vòng loại | Không vượt qua vòng loại | Không vượt qua vòng loại | Không vượt qua vòng loại | Không vượt qua vòng loại | Không vượt qua vòng loại |
| 2014          | Vòng bảng                | 17                       | 3                        | 1                        | 1                        | 1                        | 3                        | 3                        |
| 2018          | Không vượt qua vòng loại | Không vượt qua vòng loại | Không vượt qua vòng loại | Không vượt qua vòng loại | Không vượt qua vòng loại | Không vượt qua vòng loại | Không vượt qua vòng loại | Không vượt qua vòng loại |
| 2022          | Vòng bảng                | 18                       | 3                        | 1                        | 1                        | 1                        | 4                        | 3                        |
| 2026          | Vượt qua vòng loại       | Vượt qua vòng loại       | Vượt qua vòng loại       | Vượt qua vòng loại       | Vượt qua vòng loại       | Vượt qua vòng loại       | Vượt qua vòng loại       | Vượt qua vòng loại       |
| 2030          | Chưa xác định            | Chưa xác định            | Chưa xác định            | Chưa xác định            | Chưa xác định            | Chưa xác định            | Chưa xác định            | Chưa xác định            |
| 2034          | Chưa xác định            | Chưa xác định            | Chưa xác định            | Chưa xác định            | Chưa xác định            | Chưa xác định            | Chưa xác định            | Chưa xác định            |
| Tổng cộng     | 5/23 Vòng 16 đội         | 5/23 Vòng 16 đội         | 13                       | 5                        | 2                        | 6                        | 14                       | 14                       |

Chú giải 1: Thứ hạng ngoài bốn hạng đầu là không chính thức, dựa trên so sánh giữa các đội tuyển lọt vào cùng một vòng đấu.

### Cúp bóng đá Nam Mỹ
| Cúp bóng đá Nam Mỹ | Cúp bóng đá Nam Mỹ             | Cúp bóng đá Nam Mỹ             | Cúp bóng đá Nam Mỹ             | Cúp bóng đá Nam Mỹ             | Cúp bóng đá Nam Mỹ             | Cúp bóng đá Nam Mỹ             | Cúp bóng đá Nam Mỹ             | Cúp bóng đá Nam Mỹ             |
| Năm                | Thành tích                     | Thứ hạng                       | Số trận                        | Thắng                          | Hòa                            | Thua                           | Bàn thắng                      | Bàn thua                       |
| ------------------ | ------------------------------ | ------------------------------ | ------------------------------ | ------------------------------ | ------------------------------ | ------------------------------ | ------------------------------ | ------------------------------ |
| 1916 ↓ 1926        | Không phải thành viên CONMEBOL | Không phải thành viên CONMEBOL | Không phải thành viên CONMEBOL | Không phải thành viên CONMEBOL | Không phải thành viên CONMEBOL | Không phải thành viên CONMEBOL | Không phải thành viên CONMEBOL | Không phải thành viên CONMEBOL |
| 1927 ↓ 1937        | Không tham dự                  | Không tham dự                  | Không tham dự                  | Không tham dự                  | Không tham dự                  | Không tham dự                  | Không tham dự                  | Không tham dự                  |
| 1939               | Hạng năm                       | 5th                            | 4                              | 0                              | 0                              | 4                              | 4                              | 18                             |
| 1941               | Hạng năm                       | 5th                            | 4                              | 0                              | 0                              | 4                              | 1                              | 21                             |
| 1942               | Hạng bảy                       | 7th                            | 6                              | 0                              | 0                              | 6                              | 4                              | 31                             |
| 1945               | Hạng bảy                       | 7th                            | 6                              | 0                              | 1                              | 5                              | 9                              | 27                             |
| 1946               | Bỏ cuộc                        | Bỏ cuộc                        | Bỏ cuộc                        | Bỏ cuộc                        | Bỏ cuộc                        | Bỏ cuộc                        | Bỏ cuộc                        | Bỏ cuộc                        |
| 1947               | Hạng sáu                       | 6th                            | 7                              | 0                              | 3                              | 4                              | 3                              | 17                             |
| 1949               | Hạng bảy                       | 7th                            | 7                              | 1                              | 0                              | 6                              | 7                              | 21                             |
| 1953               | Hạng sáu                       | 6th                            | 6                              | 0                              | 2                              | 4                              | 1                              | 13                             |
| 1955               | Hạng bảy                       | 7th                            | 5                              | 0                              | 0                              | 5                              | 4                              | 22                             |
| 1956               | Bỏ cuộc                        | Bỏ cuộc                        | Bỏ cuộc                        | Bỏ cuộc                        | Bỏ cuộc                        | Bỏ cuộc                        | Bỏ cuộc                        | Bỏ cuộc                        |
| 1957               | Hạng bảy                       | 7th                            | 6                              | 0                              | 1                              | 5                              | 7                              | 23                             |
| Argentina 1959     | Bỏ cuộc                        | Bỏ cuộc                        | Bỏ cuộc                        | Bỏ cuộc                        | Bỏ cuộc                        | Bỏ cuộc                        | Bỏ cuộc                        | Bỏ cuộc                        |
| Ecuador 1959       | Hạng tư                        | 4th                            | 4                              | 1                              | 1                              | 2                              | 5                              | 9                              |
| 1963               | Hạng sáu                       | 6th                            | 6                              | 1                              | 2                              | 3                              | 14                             | 18                             |
| 1967               | Không vượt qua vòng loại       | Không vượt qua vòng loại       | Không vượt qua vòng loại       | Không vượt qua vòng loại       | Không vượt qua vòng loại       | Không vượt qua vòng loại       | Không vượt qua vòng loại       | Không vượt qua vòng loại       |
| 1975               | Vòng bảng                      | 9th                            | 4                              | 0                              | 1                              | 3                              | 4                              | 10                             |
| 1979               | Vòng bảng                      | 9th                            | 4                              | 1                              | 0                              | 3                              | 4                              | 7                              |
| 1983               | Vòng bảng                      | 9th                            | 4                              | 0                              | 2                              | 2                              | 4                              | 10                             |
| 1987               | Vòng bảng                      | 8th                            | 2                              | 0                              | 1                              | 1                              | 1                              | 4                              |
| 1989               | Vòng bảng                      | 7th                            | 4                              | 1                              | 2                              | 1                              | 2                              | 2                              |
| 1991               | Vòng bảng                      | 7th                            | 4                              | 1                              | 1                              | 2                              | 6                              | 5                              |
| 1993               | Hạng tư                        | 4th                            | 6                              | 4                              | 0                              | 2                              | 13                             | 5                              |
| 1995               | Vòng bảng                      | 9th                            | 3                              | 1                              | 0                              | 2                              | 2                              | 3                              |
| 1997               | Tứ kết                         | 5th                            | 4                              | 2                              | 2                              | 0                              | 5                              | 2                              |
| 1999               | Vòng bảng                      | 11th                           | 3                              | 0                              | 0                              | 3                              | 3                              | 7                              |
| 2001               | Vòng bảng                      | 9th                            | 3                              | 1                              | 0                              | 2                              | 5                              | 5                              |
| 2004               | Vòng bảng                      | 12th                           | 3                              | 0                              | 0                              | 3                              | 3                              | 10                             |
| 2007               | Vòng bảng                      | 11th                           | 3                              | 0                              | 0                              | 3                              | 3                              | 6                              |
| 2011               | Vòng bảng                      | 10th                           | 3                              | 0                              | 1                              | 2                              | 2                              | 5                              |
| 2015               | Vòng bảng                      | 10th                           | 3                              | 1                              | 0                              | 2                              | 4                              | 6                              |
| 2016               | Tứ kết                         | 8th                            | 4                              | 1                              | 2                              | 1                              | 7                              | 4                              |
| 2019               | Vòng bảng                      | 11th                           | 3                              | 0                              | 1                              | 2                              | 2                              | 7                              |
| 2021               | Tứ kết                         | 8th                            | 4                              | 0                              | 3                              | 1                              | 5                              | 6                              |
| 2024               | Tứ kết                         |                                | 4                              | 1                              | 2                              | 1                              | 5                              | 4                              |
| Tổng cộng          | 30/38 2 lần hạng tư            | 30/38 2 lần hạng tư            | 130                            | 17                             | 28                             | 85                             | 139                            | 331                            |

### Đại hội Thể thao liên Mỹ
- (Nội dung thi đấu dành cho cấp đội tuyển quốc gia cho đến kỳ Đại hội năm 1995)

| Năm           | Thành tích     | Thứ hạng       | Pld           | W             | D             | L             | GF            | GA            |               |
| ------------- | -------------- | -------------- | ------------- | ------------- | ------------- | ------------- | ------------- | ------------- | ------------- |
| 1951 đến 1991 | Không tham dự  | Không tham dự  | Không tham dự | Không tham dự | Không tham dự | Không tham dự | Không tham dự | Không tham dự | Không tham dự |
| 1995          | Vòng bảng      | 9th            | 3             | 1             | 0             | 2             | 6             | 10            |               |
| Tổng cộng     | 1/12 Vòng bảng | 1/12 Vòng bảng | 3             | 1             | 0             | 2             | 6             | 10            |               |

## Cầu thủ

### Đội hình hiện tại
Đây là đội hình đã hoàn thành Copa América 2024.
Số liệu thống kê tính đến ngày 4 tháng 7 năm 2024 sau trận gặp  Argentina
| Số | VT | Cầu thủ                     | Ngày sinh (tuổi)  | Trận | Bàn | Câu lạc bộ              |
| -- | -- | --------------------------- | ----------------- | ---- | --- | ----------------------- |
| 1  | TM | Hernán Galíndez             | 30 tháng 3, 1987  | 19   | 0   | Huracán                 |
| 12 | TM | Moisés Ramírez              | 9 tháng 9, 2000   | 6    | 0   | Independiente del Valle |
| 22 | TM | Alexander Domínguez         | 5 tháng 6, 1987   | 78   | 0   | LDU Quito               |
|    |    |                             |                   |      |     |                         |
| 2  | HV | Félix Torres                | 11 tháng 1, 1997  | 37   | 5   | Corinthians             |
| 3  | HV | Piero Hincapié              | 9 tháng 1, 2002   | 37   | 2   | Bayer Leverkusen        |
| 4  | HV | Joel Ordóñez                | 21 tháng 4, 2004  | 2    | 0   | Club Brugge             |
| 6  | HV | Willian Pacho               | 16 tháng 10, 2001 | 16   | 2   | Eintracht Frankfurt     |
| 7  | HV | Layan Loor                  | 23 tháng 5, 2001  | 1    | 0   | Universidad Católica    |
| 8  | HV | Carlos Gruezo               | 19 tháng 4, 1995  | 63   | 1   | San Jose Earthquakes    |
| 17 | HV | Ángelo Preciado             | 18 tháng 2, 1998  | 43   | 0   | Sparta Prague           |
| 24 | HV | José Hurtado                | 23 tháng 12, 2001 | 9    | 0   | Red Bull Bragantino     |
| 25 | HV | Jackson Porozo              | 4 tháng 8, 2000   | 8    | 0   | Kasımpaşa               |
| 26 | HV | Andrés Micolta              | 6 tháng 6, 1999   | 1    | 0   | Pachuca                 |
|    |    |                             |                   |      |     |                         |
| 5  | TV | José Cifuentes              | 12 tháng 3, 1999  | 21   | 0   | Cruzeiro                |
| 9  | TV | John Yeboah                 | 23 tháng 6, 2000  | 6    | 2   | Raków Częstochowa       |
| 10 | TV | Kendry Páez                 | 4 tháng 5, 2007   | 13   | 2   | Independiente del Valle |
| 14 | TV | Alan Minda                  | 14 tháng 5, 2003  | 8    | 1   | Cercle Brugge           |
| 15 | TV | Ángel Mena                  | 21 tháng 1, 1988  | 61   | 8   | León                    |
| 16 | TV | Jeremy Sarmiento            | 16 tháng 6, 2002  | 21   | 2   | Ipswich Town            |
| 18 | TV | Joao Ortiz                  | 1 tháng 5, 1996   | 9    | 0   | Independiente del Valle |
| 20 | TV | Janner Corozo               | 8 tháng 9, 1995   | 5    | 1   | Barcelona               |
| 21 | TV | Alan Franco                 | 21 tháng 8, 1998  | 40   | 1   | Atlético Mineiro        |
| 23 | TV | Moisés Caicedo              | 2 tháng 11, 2001  | 46   | 3   | Chelsea                 |
|    |    |                             |                   |      |     |                         |
| 11 | TĐ | Kevin Rodríguez             | 4 tháng 3, 2000   | 17   | 2   | Union Saint-Gilloise    |
| 13 | TĐ | Enner Valencia (đội trưởng) | 4 tháng 11, 1989  | 89   | 41  | Internacional           |
| 19 | TĐ | Jordy Caicedo               | 18 tháng 11, 1997 | 17   | 3   | Atlas                   |

### Từng được triệu tập
Các cầu thủ dưới đây từng được triệu tập trong vòng 12 tháng.
| Vt | Cầu thủ          | Ngày sinh (tuổi)  | Số trận | Bt | Câu lạc bộ              | Lần cuối triệu tập                 |
| --- | ---------------- | ----------------- | ------- | -- | ----------------------- | ---------------------------------- |
| TM | Javier Burrai    | 9 tháng 10, 1990  | 1       | 0  | Barcelona               | v. Ý, 24 March 2024                |
| |                  |                   |         |    |                         |                                    |
| HV | Robert Arboleda  | 22 tháng 10, 1991 | 39      | 2  | São Paulo               | v. Ý, 24 March 2024                |
| HV | Pervis Estupiñán | 21 tháng 1, 1998  | 38      | 4  | Brighton & Hove Albion  | v. Ý, 24 March 2024                |
| HV | Aníbal Chalá     | 9 tháng 5, 1996   | 3       | 0  | Barcelona               | v. Ý, 24 March 2024                |
| HV | Leonardo Realpe  | 26 tháng 2, 2001  | 3       | 0  | Red Bull Bragantino     | v. Ý, 24 March 2024                |
| HV | Leonel Quiñónez  | 3 tháng 7, 1993   | 1       | 0  | LDU Quito               | v. Chile, 21 November 2023         |
| HV | Jhoanner Chávez  | 25 tháng 4, 2002  | 3       | 0  | Lens                    | v. Venezuela, 16 November 2023 INJ |
| HV | Beder Caicedo    | 13 tháng 5, 1992  | 10      | 1  | Independiente del Valle | v. Colombia, 17 October 2023       |
| HV | Luis Segovia     | 26 tháng 10, 1997 | 1       | 0  | Botafogo                | v. Colombia, 17 October 2023       |
| |                  |                   |         |    |                         |                                    |
| TV | Nilson Angulo    | 19 tháng 6, 2003  | 4       | 0  | Anderlecht              | v. Bolivia, 12 June 2024           |
| TV | Gonzalo Plata    | 1 tháng 11, 2000  | 37      | 6  | Al-Sadd                 | v. Ý, 24 March 2024                |
| TV | Óscar Zambrano   | 20 tháng 4, 2004  | 0       | 0  | LDU Quito               | v. Guatemala, 21 March 2024 WD     |
| TV | Junior Sornoza   | 28 tháng 1, 1994  | 16      | 2  | Independiente del Valle | v. Chile, 21 November 2023         |
| TV | Jordy Alcívar    | 5 tháng 8, 1999   | 2       | 0  | Independiente del Valle | v. Colombia, 17 October 2023       |
| |                  |                   |         |    |                         |                                    |
| TĐ | Allen Obando     | 13 tháng 6, 2006  | 2       | 0  | Barcelona               | v. Ý, 24 March 2024                |
| TĐ | Jhojan Julio     | 11 tháng 2, 1998  | 9       | 0  | LDU Quito               | v. Chile, 21 November 2023         |
| INJ Rút lui do chấn thương. PRE Đội hình sơ bộ. RET Đã chia tay đội tuyển quốc gia. SUS Vắng mặt ở trận sau. |                  |                   |         |    |                         |                                    |

## Cầu thủ nổi tiếng
- Álex Aguinaga
- Alberto Spencer
- Luis Capurro
- Segundo Castillo
- José Cevallos
- Ulises de la Cruz
- Agustín Delgado
- Giovanny Espinoza
- Ariel Graziani
- Iván Hurtado
- Ivan Kaviedes
- Edison Mendez
- Franklin Salas
- Carlos Tenorio
- Antonio Valencia
- Enner Valencia
- Moisés Caicedo
- Pervis Estupiñán

### Kỷ lục
Tính đến 4 tháng 7 năm 2024
Cầu thủ in đậm vẫn còn thi đấu ở đội tuyển quốc gia.

#### Thi đấu nhiều nhất

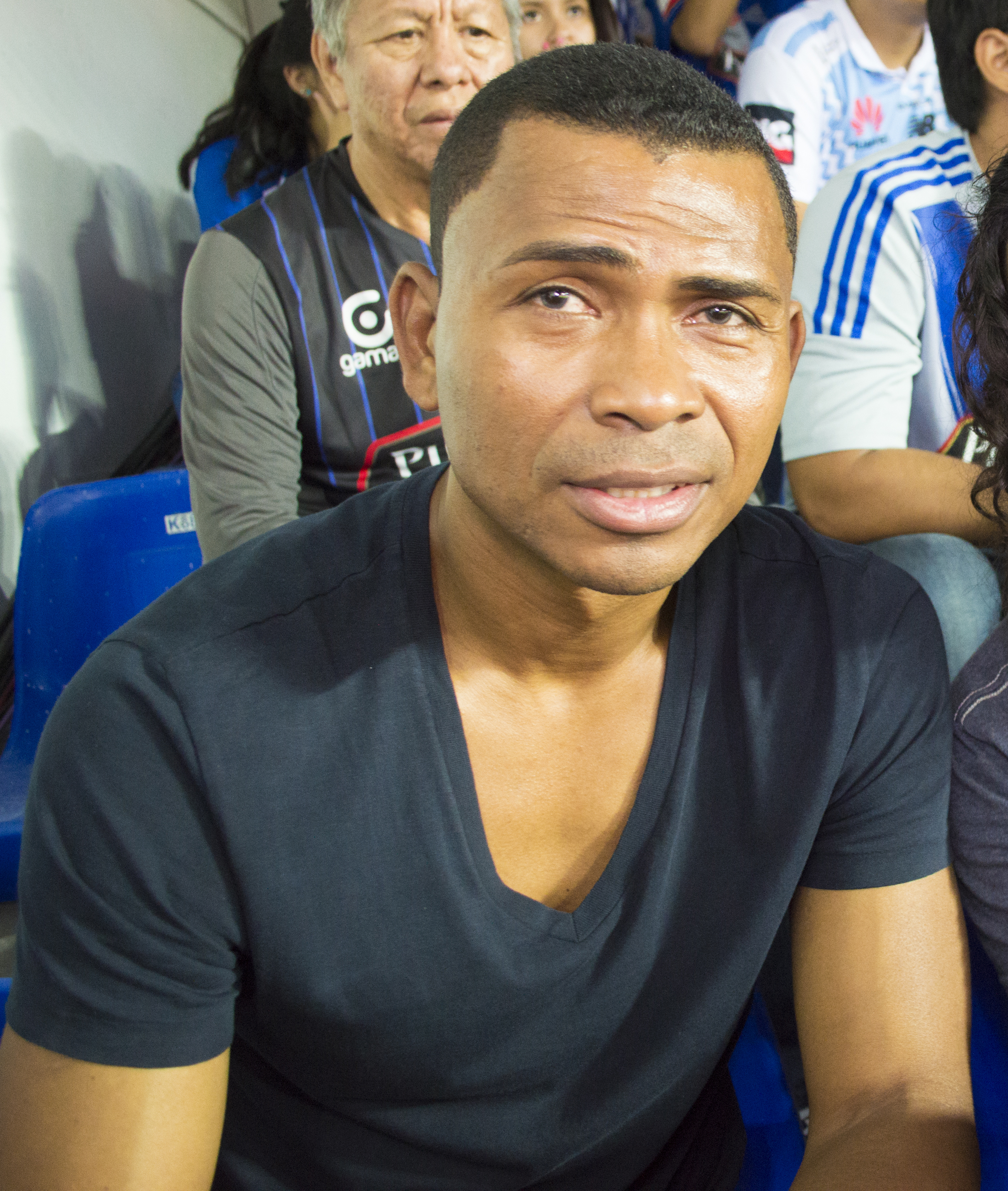
Iván Hurtado là cầu thủ khoác áo đội tuyển quốc gia nhiều nhất với 168 trận

| STT | Cầu thủ                 | Số trận | Bàn thắng | Thời gian thi đấu |
| --- | ----------------------- | ------- | --------- | ----------------- |
| 1   | Iván Hurtado            | 168     | 4         | 1992–2014         |
| 2   | Walter Ayoví            | 122     | 8         | 2001–2017         |
| 3   | Édison Méndez           | 112     | 18        | 2000–2014         |
| 4   | Álex Aguinaga           | 109     | 23        | 1987–2004         |
| 5   | Ulises de la Cruz       | 101     | 6         | 1995–2010         |
| 6   | Luis Capurro            | 100     | 1         | 1985–2003         |
| 7   | Antonio Valencia        | 99      | 11        | 2004–2019         |
| 8   | Giovanny Espinoza       | 90      | 3         | 2000–2009         |
| 9   | Enner Valencia          | 89      | 41        | 2012–             |
| 10  | Segundo Castillo        | 88      | 9         | 2003–2016         |
| 10  | José Francisco Cevallos | 88      | 0         | 1994–2010         |

#### Ghi nhiều bàn thắng nhất

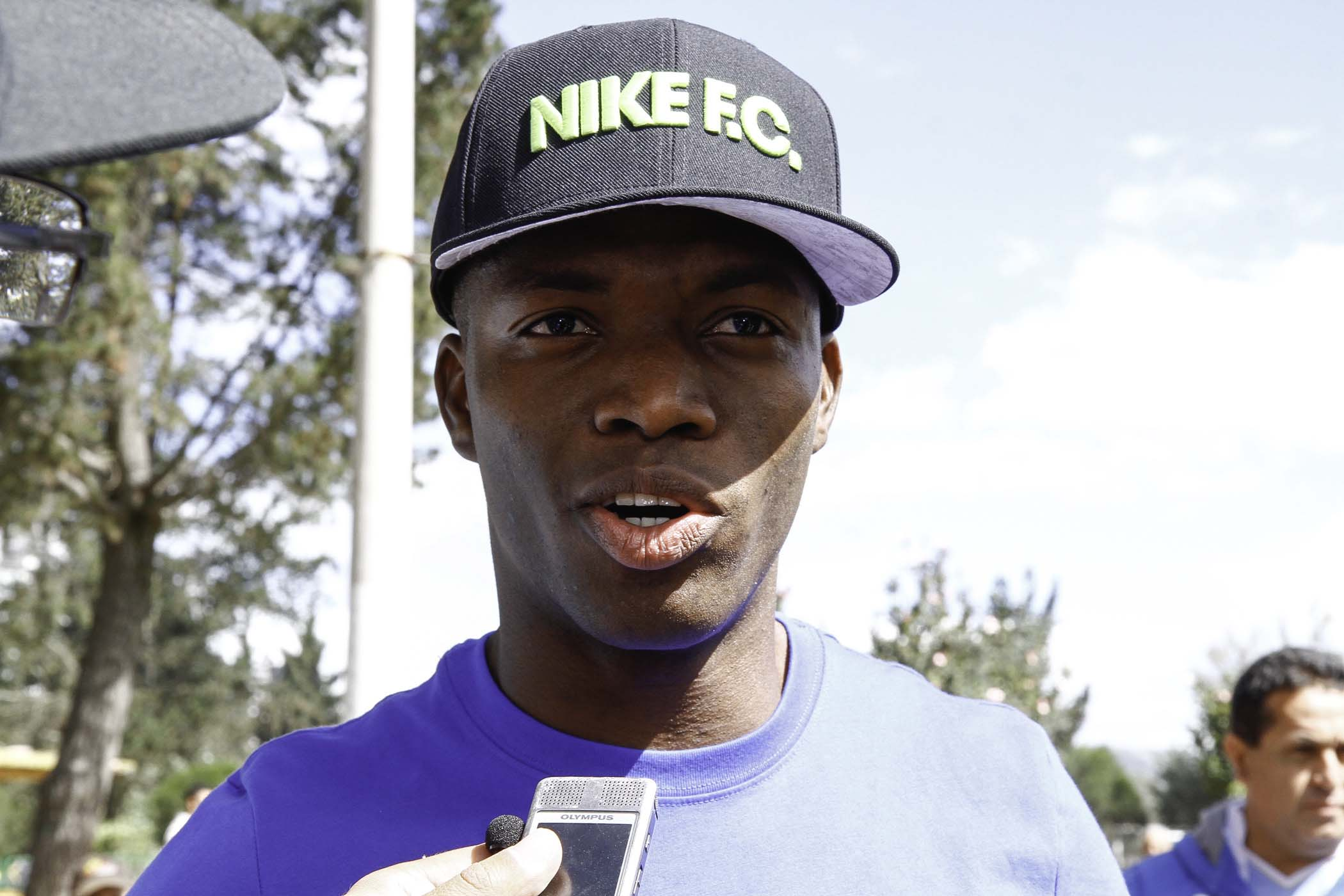
Enner Valencia là cầu thủ ghi nhiều bàn thắng nhất với 41 bàn.

| STT | Cầu thủ           | Bàn thắng | Số trận | Hiệu suất | Thời gian thi đấu |
| --- | ----------------- | --------- | ------- | --------- | ----------------- |
| 1   | Enner Valencia    | 41        | 89      | 0.46      | 2012–             |
| 2   | Agustín Delgado   | 31        | 71      | 0.44      | 1994–2006         |
| 3   | Eduardo Hurtado   | 26        | 74      | 0.35      | 1992–2002         |
| 4   | Christian Benítez | 25        | 61      | 0.41      | 2005–2013         |
| 5   | Álex Aguinaga     | 23        | 109     | 0.21      | 1987–2004         |
| 6   | Felipe Caicedo    | 22        | 68      | 0.32      | 2005–2017         |
| 7   | Édison Méndez     | 18        | 112     | 0.16      | 2000–2014         |
| 8   | Raúl Avilés       | 16        | 55      | 0.29      | 1987–1993         |
| 8   | Iván Kaviedes     | 16        | 57      | 0.28      | 1996–2012         |
| 10  | Ariel Graziani    | 15        | 34      | 0.44      | 1997–2000         |